# Saint-Hilaire-du-Bois, Charente-Maritime

Saint-Hilaire-du-Bois este o comună în departamentul Charente-Maritime, Franța. În 1 ianuarie 2022 avea o populație de 298 de locuitori.